# Sfida a White Buffalo
Sfida a White Buffalo (The White Buffalo) è un film del 1977 diretto da J. Lee Thompson, con Charles Bronson e Jack Warden.

## Trama
Il leggendario pistolero Wild Bill Hickok è un uomo in declino, affetto da una malattia venerea che logora progressivamente le sue percezioni, e con l'animo spesso rivolto ad un passato pieno di morte. Oppresso da un senso di crescente smarrimento, Hickok è perseguitato da un sogno ricorrente, che egli interpreta come un presagio di morte: su una montagna invasa dalla neve, nel cuore della notte invernale, l'uomo si vede assalito da un gigantesco bisonte bianco, un animale smisurato, leggendario e mitico, che gli pare l'incarnazione dei suoi demoni. Convinto che si tratti di un sogno premonitore, Hickok si mette in viaggio per raggiungere le Montagne Rocciose, dove pare sia stato avvistato proprio un ultimo esemplare di bisonte bianco.
L'animale esiste davvero, vive solitario e animato da una furia aggressiva ed omicida. Durante una delle sue folli scorribande, il bisonte bianco assale e distrugge un piccolo accampamento indiano, causando la morte della figlia del capo indiano Cavallo Pazzo, che giura sulla tomba della bambina di vendicarne la morte uccidendo il mostruoso animale e di avvolgere il piccolo corpo nel pregiato manto bianco del bisonte bianco.
Dopo numerose vicissitudini, Hickok, che deve costantemente guardarsi le spalle dai molti nemici che si è fatto nella sua lunga esistenza di killer e di sceriffo, arriva finalmente sulle selvagge montagne che fanno da cornice, nel suo sogno, allo scontro con la sua nemesi. Strada facendo si è unito a lui Charlie Zane detto "Un Occhio", vecchio pistolero guercio che è tra i pochi amici che gli siano rimasti. Le sequenze dell'incubo di Hickok sembrano avverarsi, e mentre il gigantesco bisonte bianco percorre a grandi balzi la radura che lo separa dal pistolero, l'uomo scopre di avere un nuovo alleato, nello scontro finale col mostro. Anche Cavallo Pazzo infatti è sulla scena del combattimento finale: ha trovato infine il suo avversario più odiato.
Fianco a fianco, il capo indiano e il pistolero affrontano l'animale in un sanguinoso duello e riescono ad averne la meglio. Alla fine, per l'acquisita amicizia, Hickok accetta di lasciare il pregiato vello del bisonte bianco  all'indiano, che così potrà mantenere la promessa fatta sulla tomba della figlia. La sua decisione viene però aspramente contestata da Charlie, che abbandona l'amico d'altri tempi alla sua ormai definitiva solitudine.

## Colonna sonora
Nel commento musicale al film John Barry ha composto una malinconica ballata, basata su una melodia di andamento discendente che rievoca i canti tribali dei nativi americani. L'esposizione di questo tema, intervallato da passaggi dissonanti che sottolineano la minaccia rappresentata dal mostruoso bisonte bianco, viene spesso contrassegnata dall'uso di strumenti musicali tipici del folclore degli indiani d'America.
Rimasta per molto tempo inedita, la colonna sonora di The White Buffalo è stata per la prima volta incisa nel 2003 a cura dell'etichetta specializzata belga Prometheus Records, in un'edizione a tiratura limitata suddivisa in 20 brani, della durata complessiva di circa 37 minuti.
L'edizione, realizzata senza avere a disposizione i master originali incisi all'epoca della realizzazione della pellicola (che risultano al momento non reperibili), propone per molti brani una qualità audio di livello modesto. 
In alcune parti sono ad esempio udibili anche effetti sonori estranei alla musica, che non hanno potuto essere rimossi in sede di editing del disco.